# 호박엿
호박엿은 청둥호박을 고아 만든 엿이다. 울릉도 호박엿이 유명하다.